# Oleg Tsarjov
Oleg Anatolevitj Tsarjov (russisk: Олег Анатольевич Царёв; ukrainsk: Олег Анатолійович Царьов; født den 2. juni 1970 i Dnipropetrovsk i Ukrainske SSR i Sovjetunionen) er en ukrainsk forretningsmand, politiker og separatistleder i det østlige Ukraine.
Tsarjov er tidligere medlem af Ukraines parlament valgt for det pro-russiske parti Regionernes Parti, men blev ekskluderet fra parlamentet den 7. april 2014. Han har været eftersøgt at politiet siden juni 2014 for opfordring til separatisme og for vold.

## Uddannelse og erhvervskarriere
Tsarjov har en kandidatgrad i ingeniørvidenskab og fysik fra Det Nationale Forskningsinstitut for Kernefysik i Moskva fra 1992. Han påbegyndte herefter samme år arbejde som ingeniør i den mindre virksomhed Avteks i Dnipropetrovsk. I 1993 blev han leder af et ukrainske forsikringsselskab, en stilling han forlod i 1995. Herefter har han haft en række ledende stillinger i Dnipropetrovsk Computer Centre Ltd (Днепропетровский компьютерный центр), et selskab kaldet Silicon Valley (Кремниевая долина) og i Dnipropetrovsk Papirmølle (Днепропетровская бумажная фабрика).
Tsarjovs selskab "Dniprobuminvest" gik konkurs i marts 2014.

## Politisk karriere
Tsaryov blev valgt til Ukraines parlament i 2002. I 2005 blev han leder af Regionernes Partis afdeling i Dnipropetrovsk og blev i 2006 valgt til parlamentet for dette parti.
Tsarjov stillede op som selv-erklæret kandidat til det ukrainske præsidentvalg i 2014. Den 29. marts 2014 støttede Regionerns Part Mykhailo Dobkins kandaditur til præsidentembedet, og den 7. april 2014 blev Tsarjov ekskluderet fra partiet. Den 11. april 2014 rejste Tsarjov til Donetsk og erklærede, at han var villig til at påtage sig lederskabet af den såkaldte "syd-østlige bevægelse" og erklærede, at han ville modarbejde præsidentvalget og i stedet skabe en "central myndighed" i Donetsk. Den 14. april 2014 blev Oleg Tsarjov overfaldet af en vred folkemængde i Kijev i en tv-bygning efter at have givet et interview. Hændelsforløbet er bestridt, men der er vist flere billeder af Oleg Tsarjov med sår og hævelser.
Tsarjov opgav sit kondidatur til præsidentembedet den 29 april 2014, da han hævdede, at det var for farligt for ham at stille op. Tsarjov opfordrede herefter "alle præsidentkandidater fra det østlige og sydlige Ukraine" til at boycotte præsidentvalget. Efter valget nægtede Tsarjov at anerkende resultatet, da han hævdede, at det alene var et valg, som det vestlige Ukraine havde deltaget i.
Den 13. maj 2014 blev Tsarjov pålagt sanktioner af EU som følge af hans udråbelse af Den Føderative stat Nyrusland i det østlige Ukraine.
Den 3. juni 2014 blev Tsarjov frataget sin diplomatiske immunitet af Ukraines parlament, og der blev udstedt en arrestordre mod ham for opfordring til oprør og opfrdring til ændring af Ukraines grænser samt opfordre til uroligheder, der havde kostet adskillige liv.
Den 26. juni 2014 blev Tsarjov formand for "Det forenede Parlament" i den selvudråbte konføderation mellem Folkerepublikken Donetsk og Folkerepublikken Lugansk, kaldet Nyrusland.
Russiske anklagere har nægtet at udlevere Tsarjov til Ukraine.
Den 20. maj 2015 meddelte Tsarjov opløsningen af Den Føderative stat Nyrusland, idet han hævdede, at konføderationen ikke opfyldte Minsk 2-aftalen.
Efter Ruslands invasion af Ukraine den 24. februar 2022 er der spekuleret i, at Tsarkjov er udset som leder af en russisk marionet-regering i Ukraine.